# Microcalicha seitzi
Microcalicha seitzi är en fjärilsart som beskrevs av Louis Beethoven Prout 1915. Microcalicha seitzi ingår i släktet Microcalicha och familjen mätare. Inga underarter finns listade i Catalogue of Life.